# OTI 1983
Il dodicesimo Festival della canzone iberoamericana si tenne a Washington, Stati Uniti d'America il 29 ottobre 1983 e fu vinto da Jesse che rappresentava il Brasile.

## Classifica
| Paese                                                        | Artista             | Canzone                      | Posizione |
| Brasile                                                      | Jesse               | Estrela de papel             | 1         |
| Rep. Dominicana                                              | Taty Salas          | Olvidar, olvidar             | 2         |
| Colombia                                                     | Jaime Mora          | Tu pueblo, mi pueblo         | 3         |
| Venezuela                                                    | María Teresa Chacin | Esperanza americana          | 4         |
| Paraguay                                                     | Marco Antonio       | Soñaremos como ayer          | 4         |
| Antille Olandesi                                             | Claudius Philips    | En cada nota cantaré         | 4         |
| Spagna                                                       | Gonzalo             | Quien piensa en ti           |           |
| Porto Rico                                                   | Edgardo Huertas     | Navegaré                     |           |
| Guatemala                                                    | Rolando Ortega      | Concierto                    |           |
| Panama                                                       | Betzaida            | Recuerdos                    |           |
| Ecuador                                                      | Nicky Bravo         | Menos de ti                  |           |
| Honduras                                                     | Jorge Gómez         | Empieza                      |           |
| Cile                                                         | Wildo               | La misma vida, el mismo modo |           |
| Stati Uniti                                                  | Jorge Baglietto     | Has vencido                  |           |
| Perù                                                         | Arturo Morales      | Cierra la puerta             |           |
| Argentina                                                    | Silvina Garre       | Charlaciones                 |           |
| Messico                                                      | María Medina        | Compás de espera             |           |
| Costa Rica                                                   | Manuel Chamorro     | Gracias amor                 |           |
| El Salvador                                                  | Ernesto Guerra      | Del principio al final       |           |
| Uruguay                                                      | Mario Echevarría    | Historia del buen ladrón     |           |
| Nicaragua                                                    | René Oliver         | Pobre de ti y de mi          |           |
| Luogo: Constitution Hall - Washington, Stati Uniti d'America |                     |                              |           |